# مارك دنيس (لاعب كرة قدم أمريكية)
مارك دنيس (بالإنجليزية: Mark Dennis)‏ هو لاعب كرة قدم أمريكية أمريكي، ولد في 15 أبريل 1965 في جنكشن سيتي في الولايات المتحدة.

## وصلات خارجية
- مارك دنيس على موقع مرجع كرة القدم المحترفة.كوم (الإنجليزية)